# Marco Rizzo

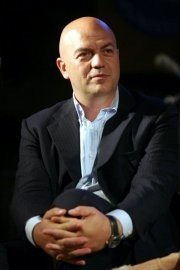
Marco Rizzo (ca. 2010)

Marco Rizzo (* 12. Oktober 1959 in Turin) ist ein italienischer kommunistischer Politiker. Er war von 2004 bis 2009 Mitglied des Europäischen Parlaments. Seit 2009 ist er Generalsekretär der Partito Comunista.

## Leben und Politik
Der Sohn eines Fiat-Arbeiters absolvierte eine Fachoberschul-Ausbildung zum diplomierten Werkmeister in Industrie-Elektronik. In den 1970er-Jahren engagierte er sich in der Studentenbewegung und bei der linksradikalen Gruppe Lotta Continua. Sein Studium der Politischen Wissenschaften an der Universität Turin (als Werkstudent bei Fiat) schloss er 1988 ab und arbeitet seither als Journalist und Publizist.
Er war von 1981 bis 1991 Mitglied der Partito Comunista Italiano (PCI), deren Turiner Provinzleitung er 1986–91 angehörte. Anschließend war er bis 1998 Mitglied der Partito della Rifondazione Comunista (PRC), die er 1991–95 im Rat der Provinz Turin vertrat. Von 1994 bis 2004 war er Mitglied der italienischen Abgeordnetenkammer. Als die PRC 1998 der Regierung Prodi die Unterstützung entzog, wechselte Rizzo mit einer Gruppe von Abgeordneten zur Partito dei Comunisti Italiani (PdCI), die weiter die Mitte-links-Regierung stützte und der er bis 2009 angehörte. Für die PdCI gehörte er in der 6. Wahlperiode dem Europäischen Parlament an. In dieser Zeit war er dort mit seiner Partei ein Teil der Konföderale Fraktion der Vereinigten Europäischen Linken/Nordische Grüne Linke. Für seine Fraktion war er vom 22. Juli 2004 bis zum 13. Juli 2009 Stellvertretender  Vorsitzender des Ausschusses für Binnenmarkt und Verbraucherschutz. Zudem übernahm er den stellvertretenden Vorsitz vom 21. September 2004 bis zum 13. März 2007 in der Delegation für die Beziehungen zu den Ländern Mittelamerikas.
Am 3. Juli 2009 kündigte Rizzo die Gründung einer Bewegung mit dem Namen Comunisti Sinistra Popolare („Kommunisten – populäre Linke“) an, welche die Ideen und Prinzipien des Marxismus-Leninismus vertrat. Aus dieser Bewegung wurde 2012 die Comunisti Sinistra Popolare – Partito Comunista und 2014 schließlich die Partito Comunista, deren Generalsekretär Rizzo jeweils war bzw. ist.